# San Fausto de Campcentellas
San Fausto de Campcentellas (en catalán y oficialmente, Sant Fost de Campsentelles) es un municipio de la comarca del Vallés Oriental, en la provincia de Barcelona, en la comunidad autónoma de Cataluña, España.

## Geografía

Localización de San Fausto de Campcentellas dentro del Vallés Oriental

San Fausto de Campcentellas se encuentra en la vertiente vallesana de la Cordillera Litoral, en la comarca del Vallés Oriental y en el límite con el Maresme y el Barcelonés. Limita al norte con los términos municipales de Mollet del Vallés, Martorellas y Santa María de Martorellas de Arriba, al este con La Llagosta y Moncada y Reixach (Vallés Occidental) y al sur con Badalona (Barcelonés) y Tiana (Maresme).
La extensión del término municipal es de 13,16 km². En 2013 contaba con 8.539 habitantes. La altura media del municipio es de unos 140 m s. n. m. El punto más alto és la cima de la Creu Peluda de'n Torres con 466 msnv. Otras elevaciones del término municipal son el Pi Candeler (461 msnv) y La Coscollada (465 msnv) situados en la cordillera de las Maleses-Montalegre. Las áreas de bosque más importantes son las de la Conreria, La Nau y la zona de Can Torrents Vell-Mas Llombart.

## Geografía humana

### Demografía
Cuenta con una población de 9227 habitantes (INE 2024).
| Gráfica de evolución demográfica de Sant Fost de Campsentelles entre 1842 y 2021 |
| |
| En este censo se denominaba San Fausto y Cabañes: 1842 En este censo se denominaba San Fost de Capcentellas: 1857 En este censo se denominaba Sant Fost de Campcentellas: 1860 En estos censos se denominaba San Fausto de Campcentellas: 1877, 1887, 1897, 1900, 1910, 1920, 1930, 1940, 1950, 1960, 1970 y 1981 Entre el censo de 1950 y el anterior, disminuye el término del municipio porque independiza a 08105 (La Llagosta) Población de derecho según los censos de población del INE. Población de hecho según los censos de población del INE. |

## Administración
Lista de alcaldes desde las elecciones democráticas de 1979:
- Jordi Baiget i Felip (1979 - 1981)
- Àngel Costa i Maiques (1981 - 1983)
- Antoni Font i Cleries (1983 - 1985)
- Jaume Font i Torrents (1985 - 1993)
- Joan Gassó i Ramiro (1993 - 1995)
- Àngel Costa i Maiques (1995 - 1995)
- Jordi Ribas i Gabarda (1995 - 1996)
- Joan Gassó i Ramiro (1996)
- Jaume Font i Torrents (1996)
- Joan Gassó i Ramiro (1996 - 1997)
- Antoni Font i Cleries (1997 - 1998)
- Joan Gassó i Ramiro (1998 - 2008)
- Montserrat Sanmartí i Pratginestós (2008 - 2019)
- Maria Jose Sanchez Ortega (2019 - 2019)
- Carles Miquel (2019 - 2021)
- Montserrat Sanmartí i Pratginestós (2021 - )

## Historia
El topónimo está documentado en el siglo X como Campo Senteges (año 967). Su término municipal es fruto de la fusión en 1504 de dos parroquias: Sant Fost (iglesia documentada ya en 978 y consagrada varias veces, la última de la antigua Iglesia ubicada en el actual Barrio de Sant Pere, fue en 1141), la actual Iglesia de Sant Faust de Sant Fost de Campsentelles (cuya imagen se ve en esta publicación) fue inaugurada el 1941 y consagrada en el año 1992, cuando Mossen Daniel Monserdà Tintó era el Rector de dicha Parroquia (desde 1960 hasta 2010, año en que se jubiló) Fallecimiento de Mn. Daniel Monserdà Tintó, y Sant Cebrià de Cabanyes (consagrada en 1192). En los fogajes los siglos XV y XVI se llamaba Sant Fost. De 1434 a 1835 los propietarios de masías pagaron parte del diezmo al monasterio cartujo de Montalegre (Tiana); este mismo monasterio ejerció la jurisdicción feudal sobre este pueblo (y sobre Martorelles y Santa Perpètua de Mogoda) de 1434 a 1566. En los primeros censos del siglo XIX se registró San Fausto, después Sant Fost de Campcentellas y finalmente San Fausto de Campcentellas. En 1937 se cambió a Alba del Vallès, recuperando el franquismo el nombre castellanizado no cambiado hasta la década de 1980. El topónimo podría provenir del latín Campus Scintilas, «campo de las centellas» de donde vendría la variante Campcentelles, o más probablemente de Sentega derivado de sientas, «zarzas». Otra teoría afirma que podría venir de Campus (campo) y Senteges (nombre personal germánico). De 1975 a 2000 el municipio creció considerablemente en población debido a las urbanizaciones de Sant Fost Residencial, Mas Corts y Mas Llombart. Ya en 1915 empezó a urbanizarse con algunas torres de veraneo el sector de la Conrería, en concreto la zona del Cau y Turó del Reig, que continuó con fuerza en las décadas de 1950 y 1960. El municipio de la Llagosta perteneció a Sant Fost hasta 1945.